# Старый город (Луганск)
Исторический центр Луганска (или Старый город) — древнейшая часть города, вокруг которой в конце XVIII — начале XX веков вырос Луганск.
Старый город сформировался на территории между поворотом реки Лугань на севере, ул. Лесной (Коцюбинского) на юге, ул. Петербургской и первой линией на западе и шестнадцатой линией на востоке.

## Исторический очерк
История города начинается с основания в 1795 году вблизи казённого села Каменный Брод чугунолитейного завода. Посёлок получил название Екатеринославский, а в 1797 году Луганский завод. На заводе впервые в Российской империи был выплавлен чугун на каменноугольном коксе и запущено производство пушек и ядер. Эта продукция предназначалась для вооружения Черноморского флота.
По состоянию на 1859 год в посёлке действовало 49 торговых лавок, 70 кузниц, 9 салотопных, 7 свечных, 5 кирпичных заводов (на которых выпускалось более миллиона кирпичей ежегодно), 12 мельниц, 5 бань, 2 экипажных заведения. Сводные гостеприимный двор на 12 номеров, 1012 домов, три церкви, школа, метеостанция и госпиталь.  Дважды в год, 9 мая и 26 августа, проводились ярмарки и еженедельные базары.
Во второй половине XIX века посёлок Луганский завод подвергся бурному развитию. Этому способствовало строительство железной дороги. В 1877 году была проложена железнодорожная линия Луганск-Дебальцево. В 1884 году завершено строительство Екатерининской железной дороги, которая соединила Донбасс с Криворожьем. Наконец, 3 сентября 1882 года царским указом было утверждено положение Комитета министров о создании на базе посёлков Луганский завод и Каменный Брод уездного города Луганска. В 1883 году был избран первый мэр Николай Холодилин.
В 1895 году цеха бывшей литейной передали Казённому патронному заводу. В следующем году немецкий промышленник Густав Гартман основал Луганский паровозостроительный завод. Заводы и дорога сыграли роль главных градообразующих факторов. К концу XIX века Луганск превратился в крупный промышленный центр.
Местное население состояло преимущественно из православных  русских и украинцев. Около 10 % луганчан принадлежало к еврейской общине. Остальные — поляки, армяне, немцы и другие.

## Старый город
Наглядное представление об историческом центре Луганска даёт «План села Луганского» 1879 года. Карта достаточно ясно характеризует планировочную структуру города, которая сложилась в XIX веке.
Луганск застраивался по системе взаимно перпендикулярных улиц, которая была распространена в Российской империи в первой трети XIX века, с учётом городского рельефа. Однако, если в первой половине XIX века в Луганске велась централизованная застройка, то на рубеже XIX-ХХ веков наблюдается стихийное разделение города на промышленные, транспортные, складские и жилые зоны.
В начале XIX века центром посёлка были Английская улица и Старобазарная (Базарная, Успенская) площадь.
С возведением Николаевского собора в 1841 году формируется центральная Соборная площадь и главная Петербургская улица. Второй >O>O>по-значимости стала Казанская улица.
Центр застраивался двух-трёхэтажными домами. Первое здание с четырьмя этажами (Дом Васнева) появилось в начале XX века. На окраинных улицах преобладали одноэтажные мергельные дома. Одним из старейших сооружений, которое сохранилось до наших дней, является дом водолечебницы, памятник архитектуры начала XIX века (ул. Даля, 7).
Во второй половине 19 столетия дороги на улицах застраиваются брусчаткой. С появлением в 1912 году городской электростанции центральные улицы были электрифицированы.

## Улицы и площади
| Урбаноним                                                  | Описание | Изображение |
| ---------------------------------------------------------- | --- | ----------- |
| Английская (Юного Спартака, В. Даля)                       | Первые дома в городе появились на ул. Английской. На ней заселялись инженеры-англичане, приехавшие вместе с Карлом Гаскойном работать на литейных. На улице находятся памятник архитектуры начала XIX века (ул. Даля, 7) и Дом-музей В. Даля (ул. Даля, 12). Дом № 7 с садом, известный как Дом водолечебницы, возведённый после 1809 года. Центральная часть украшена четырёхколонным ионическим портиком с балконом. В нём размещались руководство Луганского горного округа, заводская библиотека, которая насчитывала более 3000 томов специальной литературы и беллетристики разных языков, минералогический музей (первый в Луганске музей, основанный усилиями горного начальника Луганского литейного завода Густава Гесс де Кальве и горного инженера Евграфа Ковалевского в первой половине XIX века), а с 1926 года — водолечебница. Напротив дома водолечебницы возведено здание Казначейства (ныне Управление областной судебной администрации). В доме № 12, где находится музей, по легенде родился Владимир Даль (1801—1872), автор четырёхтомного «Толкового словаря живого великорусского языка» и «Пословицы русского народа». Правда, согласно старой карте дом его отца, заводского врача-датчанина Иоганна Христиана фон Даля, находился в другом месте и до сих пор не сохранился. У 1926 году улица переименована в честь пионерской организации Юного Спартака, луганский центр которой был основан в доме № 7. С 1976 года улица носит имя Владимира Даля. |             |
| Почтовая                                                   | Улица называется так потому, что здесь размещалась первая в Луганске почта. Она отличалось от обычной тем, что не имела постоянного штата почтальонов. Разносом писем занимались посланник, работавший временно, иногда письма брали сами горожане. В здании почты жил почтмейстер со своей семьёй. Под почту в здании отводилось мало места, а остальное использовала семья. После проверки помещения почтмейстера сняли с должности. Освободившее место заняли под почту. В конце XIX века один из кварталов принадлежал богачу Давиду Вендеровичу. Давид Вендерович — владелец заводов, магазинов и складов. Он также служил старостой синагоги, появившейся в 1860 году. Вскоре на его деньги на месте его дома построили Луганский художественный музей В начале XX века на почтовой улице располагалась казённая женская гимназия (сейчас Дом детского творчества), где учились девочки из разнообразных сословий. В 1913 году на улице Почтовой, 22 открыли почтово-телеграфную контору Рядом с почтой находился деревянный цирк-шапито, который снесли в 1914 году, чтобы расширить Луганский патронный завод. Во время Великой Отечественной войны здание конторы сильно пострадало, но позже было восстановлено и сейчас там находится почтовое отделение |             |
| Петергбургская (Петроградская,Ленина)                      | Возникла в конце XVIII века. Застраивалась казармами для рабочих литейного завода. После их сноса во второй половине XIX века превратилась в деловой и торговый центр города. На ней возводятся двухэтажные дома. На первых этажах размещались многочисленные заведения: газета «Уездные вести», полицейский участок, уездный воинский начальник, магазины, гостиницы, рестораны, цирюльни, кондитерские, зубоврачебный кабинет, ювелирные и часовые мастерские, киоски. На Петербургской находилось ателье фотографа Льва Матусовского, один из сыновей которого, Михаил Матусовский, впоследствии стал известным советским поэтом-песенником. Переименована в 1914 году на ул. Петроградскую, а в 1922 году — ул. Ленина. |             |
| Казанская                                                  | Сформировалась во второй половине XIX века. Названа в честь Казанской церкви, построенной в 1864 году. В архитектуре преобладал стиль модерн. На улице находилась городская управа (теперь Музей истории и культуры Луганска). Во дворе дома находилась пожарная часть. Первый этаж занимал магазин Браславского, который торговал велосипедами и граммофонами. До сих сохранилось здание Азовско-Донского Банка. На улице некоторые здания принадлежали евреям. В одном из них функционировала Амбулатория общественной помощи бедным евреям. Издавалась газета «Южный Израиль». На Казанской содержались гастрономические и колбасные магазины, салоны и различные магазины. Переименована на ул. К. Маркса в 1922 году. |             |
| Пушкинская                                                 | Пушкинская улица появилась во второй половине 1880-х годов на месте засыпанного Ольховского канала, которым подавали воду к заводскому ставку. Была застроена одно-и двухэтажными жилыми помещениями, а также магазинами местных купцов. После предоставления Луганску статуса уездного города начинается застройка улиц. В 1887 году канал был засыпан, а на его месте распланирована Пушкинская улица. На ней появляются жилые дома, магазины местных купцов, горно-коммерческий клуб и цирк. В 1912 году улица была электрифицирована. В первые годы советской власти здесь было возведено здание обкома КПУ. Здания сильно пострадали в период Второй мировой войны. В 1944-1952 годах строится гостиница «Октябрь» с рестораном «Украина», которая превратилась в доминанту улицы и одно из главных украшений города. К памятникам архитектуры относятся также проектный институт «Гипрошахт» (1944) и новое здание горно-коммерческого клуба (впоследствии Дом культуры железнодорожников). В 1949 году года на месте разрушенного горно-коммерческого клуба возвели здание украинского музыкально-драматического театра (с 1963 года — областного драматического театра, с 1970 года — дворца культуры железнодорожников, с 2002 года — Луганского областного дворца культуры). У 1996 году открыли памятник первому главе города Николаю Холодилину. |             |
| Банковская (Романовская, Демократическая, Тараса Шевченко) | На улице находились брандвахта (пожарная команда), арестатный дом (клуб имени Маяковского) и, наконец, первое четырёхэтажное здание, в котором располагалось женское коммерческое училище и мужская прогимназия (Дом Васнёва). Переименована на ул. Т. Шевченко в 1922 году. |             |
| Лесная (Коцюбинского)                                      | Во второй половине XIX века ул. Лесная была небольшой окраинной улицей на юге города между ул. Конюшенной (теперь Луначарского) и городским кладбищем. В начале XX века простиралась до четырнадцатой линии (ул. Б. Шевченко). В 1905 году на улице в районе кладбища возвели Воскресенскую церковь. |             |
| Площади                                                    | Соборная (с 1922 года — Красная), на которой в 1841 году построили главный храм города Свято-Николаевский собор. Старобазарная (Успенская, с 1922 года — Революции) с Успенской молельней. В двухэтажном здании размещалась Славяносербская земская управа (теперь школа № 2). Бывшая Новобазарная (Базарная) площадь занимала территорию между современной Площадью Борцам революции и драматическим театром. Ярмарочная площадь исчезла между Сквером Героев ВОВ и ул. Демехина. |             |

### Линии
Первые улицы-террасы (Петербургская, Казанская, Банковская) пересекали так называемые «линии», которые шли вверх по склону правого берега Лугани. Эти небольшие улицы были пронумерованы. Противоположные стороны улицы были разными линиями. Город разделяли 48 линий. Поскольку это запутывало горожан, каждая линия получила лишь один номер.
В настоящее время их 23, в Старом городе — 16. Однако часть из них переименована, другая — исчезла с карты города. Так, вторая линия стала частью ул. Советской. 8-я линия исчезла. 3-я переименована в Сент-Этьеновскую, 4-носит имя М. Яковенко,10-я — М. Польского, 11-я — А. Шеремета, 12-я — А. Демехина, 13-я — В. Титова, 14-я — В. Шевченко.
| Линия                      | Изображение | Линия                      | Изображение   |
| -------------------------- | ----------- | -------------------------- | ------------- |
|                            |             | 2-я линия                  |               |
|                            |             |                            |               |
|                            |             | 6-я линия                  |               |
|                            |             | 8-я линия                  | не существует |
|                            |             | 10-я линия                 |               |
| 11-я линия (вул. Шеремета) |             | (улица Демёхина)           |               |
| (вул. Титова)              |             | 14-та лінія (ул. Шевченко) |               |
|                            |             |                            |               |

## Объекты Старого города

### Разрушенные церковные сооружения
| Название                          | Описание | Дата уничтожения | Изображение |
| --------------------------------- | --- | ---------------- | ----------- |
| Троицкий мужский монастырь        | Основан в 1912 году на углу ул. Садовой (К. Либнехта) и Натальевском переулке. Большевики конфисковали монастырское имущество в 1922 году. От монастырских сооружений остался только первый этаж монашеских келий. | 1922 год         |             |
| Успенская молебня                 | Первая церковь Луганска. Возведена в 1821 году на Старобазарной (Успенской) площади. Сгорела у 1830 году. В течение 1840—1854 годов построили каменную молельню. В 1910-е годы планировалось возведение новой церкви, но с установлением советской власти проект не был реализован | 1924 год         |             |
| Николаевский собор                | Собор строился в течение 1840—1841 годов. В 1935 году собор был разрушен большевиками. Позже, в 1953 году, вблизи места расположения собора было построено здание Дома техники. | 1935 год         |             |
| Казанская церковь                 | 9 октября 1861 года в Департамент горных и соляных дел от горного начальника Луганского завода Аполлона Мивиюса поступил рапорт о том, что союз купцов и мещан посёлка за счёт собственных средств желает построить каменную церковь. Строительство храма началось в том же году и закончилось в 1864 году. Казанская церковь была единственным пятибаневим храмом в тогдашнем Луганске. В 1909 году по решению городской думы было выделено 500 рублей на строительство колокольни, почетный гражданин города Иван Пивоваров выделил средства для отливки колоколов. В 1935 году церковь была закрыта. 6 ноября, накануне годовщины Октябрьской революции, с неё были сняты кресты и установлены красные флаги. У 1937 году храм разрушили. Однако в 1942 году Казанская православная община возродилась и приспособила под молельню частный дом. В 1961 году приход снова закрыли. | 1937 год         |             |
| Вознесенская церковь              | Церковь построили в 1905 году на ул. Лесной на входе к городскому кладбищу. В 1935 году президиум горисполкома закрыл храм, помещение которого планировалось приспособить под клуб завода имени Артёма. | 1935 год         |             |
| Костел в имя Рождества Христового | Католики основали общину в 1902 году. Костел возвели у 1904 году в Натальевском переулке. Большевики закрыли его в 1929 году. Здание значительно переоборудовали. Осталась только часть первого этажа и декор потолка. | 1929 год         |             |
| Синагоги                          | На рубеже XIX-XX веков в городе было построено три синагоги: Хоральная (главная), Литовская на ул. Банковской и Ремесленная на ул. Конюшенной (теперь Луначарского). Все синагоги на данный момент разрушены. Сохранилась лишь здание бывшего хедера (еврейской религиозной начальной школы) на 11-й линии (ул. Шеремета). | 1930-е годы      |             |

### Памятники архитектуры
В историческом центре только Дом водолечебницы (ул. Даля, 7) поставлен на учёт памятников архитектуры национального значения, остальные сооружения — памятники местного значения.
| Улицы       | Памятники | Изображения | Улицы                 | Памятники | Изображения |
| ----------- | --- | ----------- | --------------------- | --- | ----------- |
| Даля        | Жилой дом, середина XIX в. (№ 1), казначейство, конец XIX в. (№ 10), музей Даля, 1881 г. (№ 12), особняк, рубеж XIX—XX вв. (№ 5) |             | Почтовая              | Художественная школа (№ 24), административное здание, конец XIX в. (№ 27), заводоуправление, рубеж XIX—XX вв. (№ 1а), почтамт, 1911 г. (№ 22) |             |
| К.Маркса    | Азово-Донской коммерческий банк, 1889 г. (№ 36), особняки (№ 34, 38а, 54), жилые дома (№ 46, 53, 61, 66, 77), комплекс сооружений бывшей прачечной (№ 55), конец XIX ст., городская земская управа (№ 30), жилой дом (№ 42), рубеж XIX—XX вв., жилой дом с магазином (№ 6), учреждение (№ 26), начало XX в., жилые дома с магазином, 1920-е гг (№ 14) и 1940—1950-е (№ 43), жилой дом, 1950-е гг (№ 1), комплекс сооружений горноспасательных частей, 1940—1950-е гг (№ 45), административное здание, 1950 г. (№ 3), комбинат «Жилстрой», 1953—1956 гг (№ 7) |             | Ленина                | Дома (№ 49, 54, 105а), городские усадьбы (№ 56, 59), жилые дома (№ 32, 44 с магазином), конец XIX в., Жилые дома (№ 40 и 42 с магазином, 47), рубеж XIX -XX вв., аптека (№ 1), жилой дом (№ 36), кинотеатр (№ 37), административное здание (№ 50), начало XX в., жилые дома с магазином (№ 29 115), жилые дома, 1950-е гг. (№ 21, 68а), административные здания, 1930—1950-е гг. (№ 26, 38) |             |
| Шевченко    | Жилые дома, конец XIX в. (№ 7, 15), Дом Васнёва, рубеж XIX—XX вв. (№ 41), учреждение, начало XX в. (№ 35) |             | Шеремета              | Городская коммунально-спасательная служба в здании бывшего хедера, рубеж XIX-XX вв. (№ 11) |             |
| Пушкина     | Проектный институт «Гипрошахт», 1944 г. (№ 1), горно-коммерческий клуб, 1949 г. (№ 2), Гостиница «Октябрь», 1944—1951 гг. |             | пл. Красная           | Дом Техники (1953), построенный на месте разрушенного Николаевского собора |             |
| К.Либкнехта | Особняк (№ 52), жилые дома, начало XX в. (№ 51, 60), проектный институт, 1950-е годы (№ 71) |             | Натальевский переулок | Особняк, начало XX в. (№ 2), дом Сергея Ильенко (№ 9), бывший костел (№ 5) |             |

### Музеи и театры
- Луганский областной краеведческий музей
- Музей истории и культуры города Луганска
- Луганский областной художественный музей
- Литературный музей Владимира Даля
- Луганский академический областной русский драматический театр
- Луганский академический областной театр кукол

### Скверы и парки
- Сквер имени Героев Великой Отечественной войны (Луганск)
- Сквер Молодой гвардии

### Памятники
- Владимиру Далю
- Трофейные английские танки Mark V.
- Мемориал «Памятник Борцам Революции».
- Труженику Луганщины.
- Клименту Ворошилову.
- Героям-чернобыльцам и часовня Георгия Победоносца.
- Первому главе города Николаю Холодилину.